# Ущелина «Духів»
«Ущелина „Духів“» («Ущелье „Духов“») — радянський художній фільм 1991 року, знятий режисером Сергієм Ніловим на студіях «Туркменфільм», «Мосфільм» і «Популяр».

## Сюжет
Про останню військову операцію в Афганістані. Командир розвідроти Грачов та його бійці намагаються осмислити суть цієї дивної та страшної війни.

## У ролях
- Олександр Казаков — Грачов, капітан, командир розвідроти
- Вадим Пожарський — Молдованов, старший лейтенант
- Владислав Толдиков — Бєлоносов, прапорщик
- Віктор Павлюченков — Кологривко, старший лейтенант
- Денис Банніков — Птєнчіков, рядовий
- Дмитро Гребенщиков — Варгін, сержант
- Мулькаман Оразов — Надір
- Віталій Медведєв — полковник
- Ашир Холмамедов — молодий душман
- Беарди Суханов — голений душман
- Дурди Ніязов — мула
- Сапар Одаєв — бородатий душман
- Григорій Крюков — Крюков, капітан
- Олександр Куценко — розвідник
- Володимир Попков — розвідник
- Василь Котов — екстрасенс

## Знімальна група
- Режисер — Сергій Нілов
- Сценаристи — Сергій Нілов, Олександр Проханов
- Оператор — Андрій Вацура
- Композитор — Борис Ричков
- Художник — Раїс Нагаєв